# Masterpiss of Pain
Masterpiss of Pain är det första studioalbumet av det norska black metal-bandet Khold. Albumet utgavs 2001 av skivbolaget Moonfog Productions.

## Låtlista
1. "Nattpyre" – 3:59
2. "Den Store Allianse" – 3:41
3. "Norne" – 2:41
4. "Svart hellingdom" – 3:25
5. "Rovnatt" – 2:43
6. "Kaldbleke hender" – 3:13
7. "Bortvandring" – 5:00
8. "Mesterverk av smerte" – 3:37
9. "Jol" – 2:33
10. "Øyne i arv" – 3:41

- Text: Hildr
- Musik: Khold

## Medverkande
Musiker (Khold-medlemmar)
- Gard (Sverre Stokland) – sång, gitarr
- Rinn (Geir Kildahl) – gitarr
- Eikind (Lars Erik Stang Sætheren) – basgitarr
- Sarke (Thomas Berglie) – trummor

Bidragande musiker
- Galder (Thomas Rune Andersen Orre) – gitarr (spår 5)

Produktion
- Khold – producent, ljudmix, mastering
- Bjørn Bergersen – ljudtekniker, ljudmix
- Espen Berg – mastering
- Lars Eithun – foto
- Hildr (Hilde Nymoen) – sångtexter